# Abutilon menziesii
Abutilon menziesii is een plant uit de kaasjeskruidfamilie (Malvaceae). Het is een 2-3 m hoge struik met fluweelachtige, lichtgroene, getande, hartvormig, 2-8 cm lange bladeren. De circa 2 cm brede bloemen staan solitair in de bladoksels en zijn lichtroze tot donkerrood van kleur. Na bestuiving worden harige doosvruchten gevormd. De doosvruchten bestaan uit vijf tot acht hokken met zo'n drie zaden per hok.
De soort werd voor het eerst verzameld door Archibald Menzies in de periode 1790-1795. In 1865 vond B.C. Seemann de collectie van Menzies in het British Museum of Natural History. Seemann beschreef de plant en vernoemde deze naar Menzies.
De plant is endemisch in Hawaï, waar de soort kan worden aangetroffen tussen 200 en 520 m in de droge bossen van Lanai, Oost-Maui, Oahu en Hawaï. De Hawaaïnse naam is ko'oloa 'ula. Volgens tellingen in 1995 en 2001 zouden er in totaal 450 tot 500 exemplaren verspreid over negen populaties in het wild te vinden zijn. De plant wordt bedreigd door vernietiging van zijn habitat door het aanleggen van landbouwgronden en bebouwing; invasieve plantensoorten; grazen en vertrappen door rundvee, geiten en axisherten; ratten; bodemerosie; overstromingen; bosbranden; insecten als Adoretus sinicus ('Chinese rose beetle') en de afname van aantallen bestuivers (bijen uit het geslacht Nesoprosopis).
De plant maakt in de Verenigde Staten deel uit van de National Collection of Endangered Plants. De Waimea Valley houdt zich namens het Center for Plant Conservation bezig met de bescherming van de plant. Verder is plant aanwezig in de collectie van de National Tropical Botanical Garden.
De plant kan vermeerderd worden door middel van zaaien en stekken.

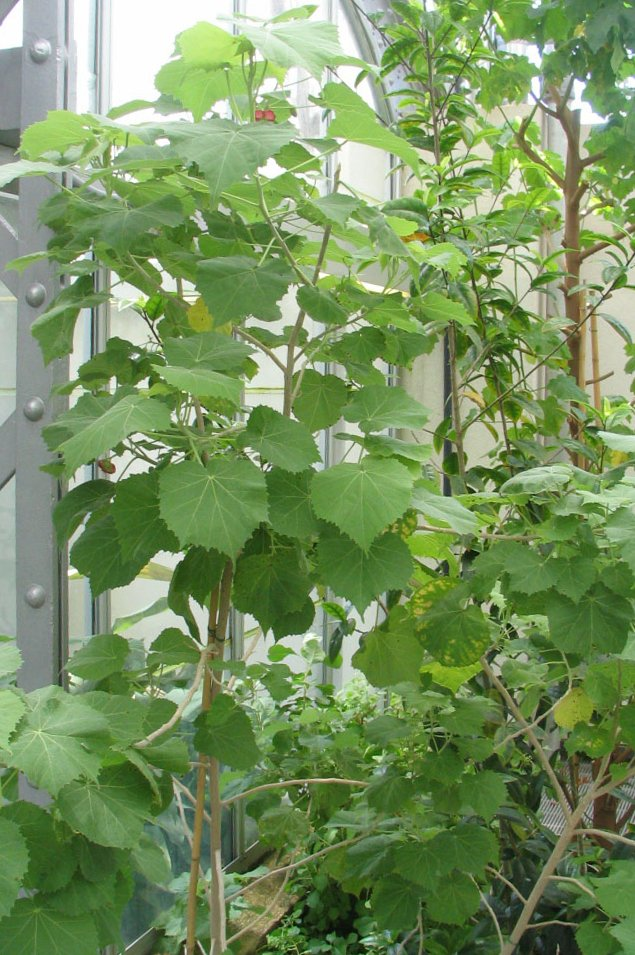
Plant in de United States Botanic Garden